# Melika Mirhoseini
Melika Mirhoseini Vakili (en persa: ملیکا میرحسینی وکیلی‎; 2 de marzo de 1996) es una deportista iraní que compite en taekwondo.
Ganó una medalla de bronce en los Juegos Asiáticos de 2022 y tres medallas en el Campeonato Asiático de Taekwondo entre los años 2016 y 2024.

## Palmarés internacional
| Juegos Asiáticos    | Juegos Asiáticos  | Juegos Asiáticos  | Juegos Asiáticos |
| Año                 | Lugar             | Medalla           | Categoría        |
| ------------------- | ----------------- | ----------------- | ---------------- |
| 2022                | Hangzhou (China)  | Medalla de bronce | –67 kg           |
| Campeonato Asiático |                   |                   |                  |
| Año                 | Lugar             | Medalla           | Categoría        |
| 2016                | Pásay (Filipinas) | Medalla de bronce | +73 kg           |
| 2021                | Beirut (Líbano)   | Medalla de plata  | –67 kg           |
| 2024                | Đà Nẵng (Vietnam) | Medalla de plata  | –73 kg           |